# Fusaichi Pegasus
Fusaichi Pegasus, född 12 april 1997, var ett engelskt fullblod, mest känd för att ha segrat i Kentucky Derby (2000). Efter treåringssäsongen såldes han till irländska Coolmore Stud för rekordhöga 70 miljoner dollar. Fusaichi Pegasus dog 23 maj 2023 i Kentucky, USA, han var 26 år gammal. 

## Karriär
Fusaichi Pegasus var en brun hingst efter Mr. Prospector och under Angel Fever (efter Danzig). Han föddes upp av Arthur B. Hancock III & Stonerside Ltd. och ägdes av Fusao Sekiguchi. Han tränades under tävlingskarriären av Neil Drysdale. Han är känd bland sina fans som "FuPeg".
Fusaichi Pegasus köptes som ettåring för 4 miljoner dollar av Fusao Sekiguchi. Hans namn är en kombination av hans ägares namn, "Fusao," och det japanska ordet för ett, "ichi", för betydelsen "nummer ett" eller "den bästa". Den andra halvan av namnet är från den grekiska mytologins bevingade häst.
Fusaichi Pegasus tävlade mellan 1999 och 2000 och sprang under sin tävlingskarriär in 1 994 400 dollar på 9 starter, varav 6 segrar och 2 andraplatser. Han tog karriärens största seger i Kentucky Derby (2000). Han segrade även i San Felipe Stakes (2000), Jerome Handicap (2000) och Wood Memorial Stakes (2000).
Fusaichi Pegasus segrade i Kentucky Derby på tiden 2:01.12 över 11⁄4 mile. Han var den första favoriten att vinna Kentucky Derby sedan Spectacular Bid 1979. Han förlorade sedan mot Red Bullet i Preakness Stakes. Efter förlusten i Preakness Stakes tävlade han inte i det tredje Triple Crown-löpet, Belmont Stakes.

### Som avelshingst
År 2000 såldes han till det irländska stuteriet Coolmore Stud för ca 70 miljoner dollar (35 miljoner pund), vilket var en rekordsumma. Det tidigare rekordet för en avelshingst var 40 miljoner dollar (24 miljoner pund), betalat 1983 för Shareef Dancer. Under flera år var Fusaichi Pegasus verksam som "skyttelhingst" som stod på Coolmores Ashford Stud nära Versailles, Kentucky, under avelssäsongen på norra halvklotet och i Coolmore Australien nära Jerrys Plains, New South Wales, under avelssäsongen på södra halvklotet.
Sedan avelssäsongen 2010 har han stått uteslutande i Kentucky. Bland hans avkommor finns grupp 1-vinnarna Bandini, Roman Ruler och Haradasun. Roman Ruler blev i sin tur far till Ruler on Ice, som segrade i 2011 års upplaga av Belmont Stakes.
Fusaichi Pegasus pensionerades från avelstjänst efter avelssäsongen 2020.